# Linderöd
Linderöd – miejscowość (tätort) w Szwecji, w regionie administracyjnym (län) Skania, w gminie Kristianstad.
Według danych Szwedzkiego Urzędu Statystycznego liczba ludności wyniosła: 468 (31 grudnia 2015), 483 (31 grudnia 2018) i 495 (31 grudnia 2019).